# ストランスキー反射
ストランスキー反射（英: Stransky reflex, Stransky's sign）とは、脊髄を反射弓とする脊髄反射のひとつであり、正常時には現れない病的反射である。錐体路障害を示唆するものとして信頼度が高い。バビンスキー反射の変法のひとつである。
ウィーンの神経学者、エルヴィン・ストランスキー（Erwin Stransky）によって発見された。

## 反射の概要
- 母指が背屈する。